# Tetramitia
Tetramitia es un subfilo de Percolozoa, protistas que durante su ciclo de vida alternan entre etapas ameboides, flagelados y quistes, si bien en algunos grupos una o dos de las etapas pueden ser desconocidas. Comprende a la mayoría de los percolozoos, exceptuando a la familia Pharyngomonadidae, que se clasifica en el otro subfilo. Se caracterizan por etapas flageladas que generalmente tienen cuatro flagelos, o dos por cinétida, con centrosomas paralelos, aunque Stephanopogon tiene numerosas monocinétidas. El grupo se divide en unas ocho familias e incluye, entre otras, a las típicas amebas de las familias Vahlkampfiidae y Gruberellidae, además de los seudohongos de Acrasida.